# 폴 베를렌
폴마리 베를렌(Paul-Marie Verlaine, 1844년 3월 30일 ~ 1896년 1월 8일)은 프랑스의 시인이다. 프랑스 시(詩)에서 가장 위대한 팽 드 시에클(Fin de siècle, 세기말이라는 뜻)의 대표자 중 한 명이다.

## 생애

### 초기 생애
베를렌은 메스에서 태어나 파리의 리세 앵페리알 보나파르트(Lycée Impérial Bonaparte)에서 공부하고, 파리 시청의 서기가 되었다. 어린 나이부터 시를 쓰기 시작했으며, 고답파 운동과 그 선봉인 르콩트 드 릴(Leconte de Lisle)의 영향을 받았다. 1863년 시인 루이자비에 드 리카르도(Louis-Xavier de Ricard)가 창간한 출판물 《라 르뷔 뒤 프로그레》(La Revue du progrès)에서 시를 최초로 출판하였다.  베를렌은 그가 그 당시의 특출난 예술가들인 아나톨 프랑스, 에마뉘엘 샤브리에, 샤를 크로 등과 교류하던, 루이자비에 드 리카르도의 어머니인 리카르도 후작 부인이 운영하는 살롱과 그외 다른 사교 장소의 단골이었다. 베를렌의 첫 번째 시집인 《사투르누스의 시》(Poèmes saturniens)는 그를 장래성과 독창성을 가진 시인으로 올려놓았다.

### 결혼과 복무
마틸드(Mathilde Mauté de Fleurville)를 향한 그의 사랑을 시작으로 베를렌의 사생활은 그의 작품에 흘러들어갔다. 1870년 마틸드는 베를렌의 아내가 되었다. 프랑스 제3공화국 선포로 국민위병에 가담하였고, 1871년 3월 18일에 코뮌 지지자가 되었다. 베를렌은 파리 코뮌의 중앙 위윈회 홍보국 국장이 되었으나 "피의 일주일"로 알려진 시가전을 탈출하여 파드칼레주로 피신하였다.

### 랭보와의 관계
1871년 8월 파리로 돌아와 9월에 아르튀르 랭보가 보낸 첫 번째 편지를 받았다. 1872년 새로운 애인인 랭보와의 함께 하며 마틸드에게 흥미를 잃고 아내와 아들을 방치하였다. 랭보와 베를렌의 폭풍과 같은 연애는 1872년 둘을 런던으로 인도하였다. 1873년 7월 브뤼셀에서 베를렌은 술에 취해 질투로 인한 분노로 랭보에게 2발의 총알을 쏘았고 1발이 랭보의 왼쪽 손목을 상처입혔다. 그러나 랭보의 상처는 그다지 심각하지는 않았다. 이 사고의 간접적인 결과로 베를렌은 체포되어 몽스에서 감옥에 수감되었다. 그곳에서 베를렌은 가톨릭으로 개종하였고 이는 그의 작품에 영향을 주었으며, 랭보의 날카로운 비판을 유발하였다.
《말 없는 연가》(Romances sans paroles)에 수록된 시는 마틸드와의 생활에 대한 향수에 젖은 기억과 한편으로는 랭보와의 혼란스러운 일탈에 대한 스케치에 영감을 받아 1872년과 1873년 사이에 쓰여졌으며, 베를렌이 감옥에 있는 동안 출판되었다. 감옥에서 출소한 후 베를렌은 다시 영국으로 여행을 갔으며, 링컨셔 스티크니(Stickney)에서 몇 년 동안 프랑스어와 라틴어, 그리스어를 가르치고 그림을 그리며 지냈다. 영국에서 또 다른 성공적 시집 《예지》(Sagesse)를 펴냈다. 1877년 프랑스로 돌아왔으며, 르텔(Rethel)의 한 학교에서 영어를 가르치던 중 제자 중의 한 명인 뤼시앵 레티누아(Lucien Létinois)와 사랑에 빠졌고, 뤼시앵은 베를렌에게 시를 쓰도록 영감을 주었다. 베를린은 뤼시앵이 발진티푸스로 죽자 큰 충격을 받았다.

### 말년
베를렌의 말년은 약물 중독, 알콜 중독, 빈곤으로의 몰락을 맛보았다. 슬럼과 공공 병원에서 살았으며, 파리 카페에서 압생트를 마시며 나날을 보냈다. 다행히도 프랑스인들의 예술에 대한 사랑은 그에 대한 지원을 부활시켜 베를렌에게 수익을 가져다 주었다. 초기 작품은 재발견되었고, 생활 방식과 군중 앞에서의 이상한 행동은 감탄을 이끌어냈다. 1884년 그의 동료들은 그를 "시인의 왕자"로 뽑았다.
그의 시는 존경을 받았고 혁신적인 것으로 인식되었으며, 작곡가들에게 영감의 원천으로 작용하였다. 가브리엘 포레는 연작 가곡인 《베니스의 다섯 노래》(Cinq mélodies "de Venise"),  《우아한 노래》(La bonne chanson) 같은, 베를렌의 시에 곡을 붙인 다수의 가곡(mélodie)을 작곡하였다. 클로드 드뷔시는 《우아한 축제》(Fêtes galantes)에서 6개의 시에 곡을 붙인 《클레르 드 륀》(Clair de lune)을 작곡하였다.
약물 의존과 알콜 중독은 베를렌의 발목을 잡아, 그의 인생에서 대가를 치르게 하였다. 베를렌은 파리에서 51세인 1896년 1월 8일에 죽었으며, 심티에르 데 바티뇰(Cimetière des Batignolles)에 묻혔다.

## 스타일
팽 드 시에클 동안 창작된 많은 프랑스 시는 선정적인 내용과 도덕적인 공상으로 인하여 퇴폐적이라고 특징지어졌다. 비슷한 문맥에서 베를렌은 스테판 말라르메(Stéphane Mallarmé), 아르튀르 랭보 등의 시인들을 가리켜 "저주받은 시인"(poète maudit)이라는 표현을 사용하였으며, 이들은 사회적 관행과 싸우고, 사회적 비난에 시달렸으며, 평론가들에게 무시당했다. 그러나 이는 1886년 장 모레아스(Jean Moréas)의 《상징주의 선언》(Symbolist Manifesto)의 출판과 함께 그 새로운 문학적 환경에 가장 빈번히 적용되는 상징주의 용어가 되었다. 베를렌과 함께 말라르메, 랭보 등은 "상징주의 시인"으로 불리기 시작하였다. 이들은 쇼펜하우어의 미학과 유사한 주제와 의지력, 숙명론, 무의식적인 힘의 개념을 공유하였으며, 성(性), 도시, 비이성적인 현상(섬망, 꿈, 마약, 술)에 관한 주제와 모호하게 중세적인 배경을 사용하였다.
베를렌이 특징지은 바와 같이 상징주의적 시작(詩作)의 절차는 엄밀한 서술보다는 모호한 암시를 사용하고, 언어의 마력을 통하여 분위기와 느낌을 환기시키며, 소리와 운문의 억양을 반복하는 것이다.

## 초상화

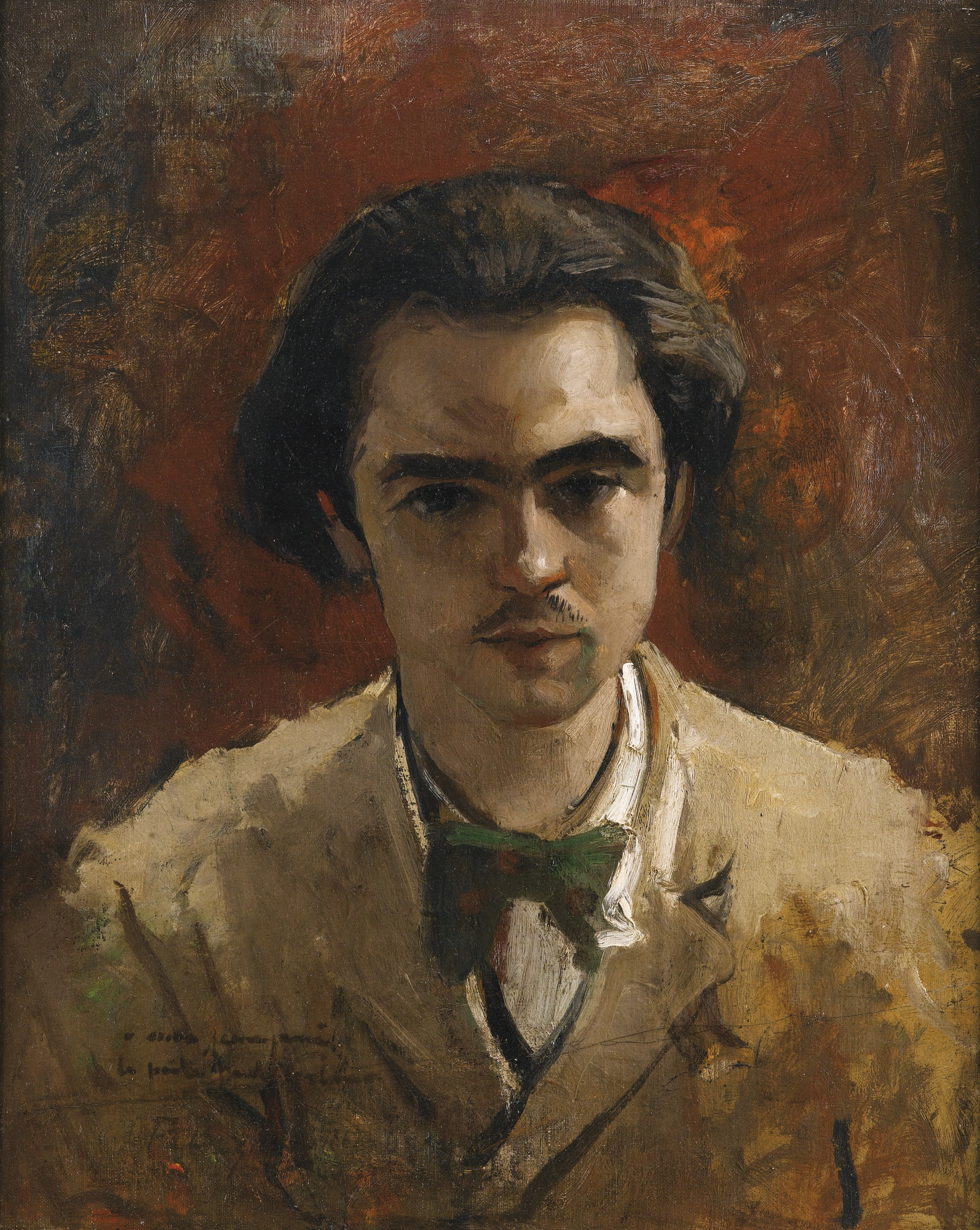
1871년경
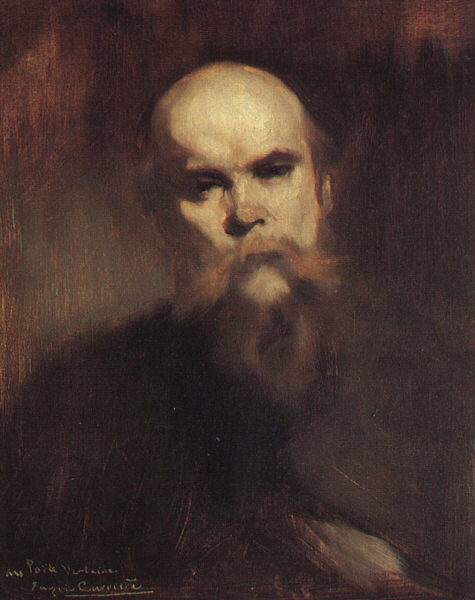
1890년
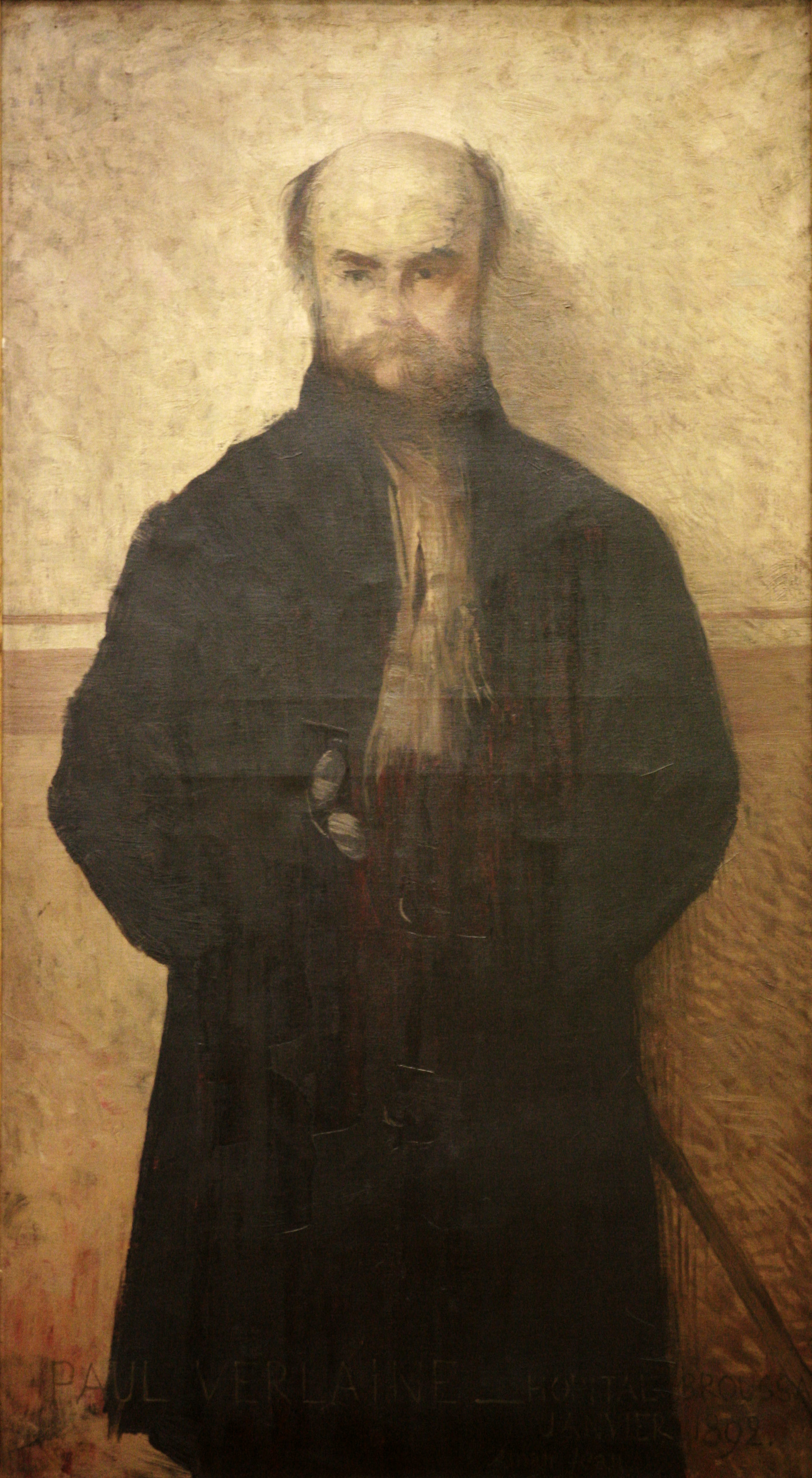
1892년
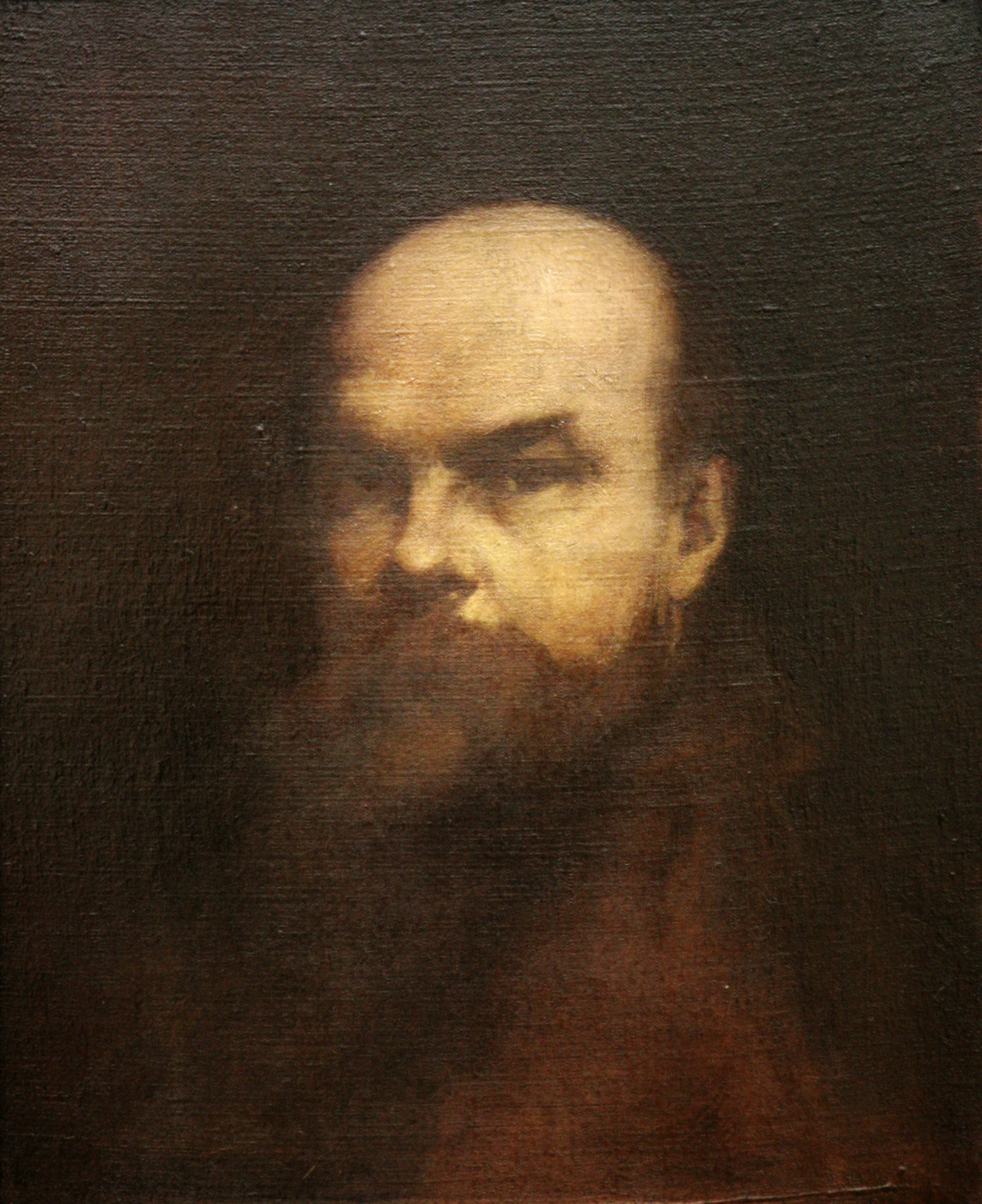
1898년 (사후)

## 같이 보기
- 토탈 이클립스